# David Aguilar
Pour les articles homonymes, voir Aguilar.

a Compétitions nationales et continentales officielles uniquement.

b Matchs officiels uniquement.
David Aguilar, né le 25 novembre 1905 à Pau et mort le 5 août 1967 dans la même ville, est un joueur français de rugby à XV évoluant au poste de deuxième ligne. 

## Biographie
David Aguilar a évolué dans le club de la Section paloise au plus haut niveau français, devenant notamment champion de France avec le club palois contre l'US Quillan en 1927-1928. Il dispute sa seule sélection le 18 avril 1937 lors d'un test match contre l'Allemagne (victoire du XV de France 27 à 6). Il exerce la profession d'employer des Postes, télégraphes et téléphones.

## Palmarès
- Vainqueur du championnat de France en 1928

## Statistiques en équipe nationale
- 1 sélection en équipe de France en 1937 face à l'Allemagne